# شایلو (آلاباما)
شایلو (به انگلیسی: Shiloh, DeKalb County) شهری در شهرستان دیکلب ایالت آلاباما است که مساحت آن ۴٫۴۴ کیلومتر مربع است و در سرشماری سال ۲۰۱۰ میلادی، ۲۷۴ نفر جمعیت داشته و تراکم جمعیتی آن، ۶۱٫۷۱ نفر در هر کیلومتر مربع بوده است.